# 葛飾北雲
葛飾 北雲（かつしか ほくうん、生没年不詳） とは、江戸時代の浮世絵師。

## 来歴
葛飾北斎及び春好斎北洲の門人。俗称は文五郎、葛飾の画姓を称し、東南西、戴賀と号す。名古屋に住み、大工を生業として性格は淡白、情に厚い人であったと伝わる。文化11年（1814年）刊行の『北斎漫画』の奥付に名古屋の校合門人として、牧墨僊とともに名を連ねている。作画期は文化から天保の頃にかけてで、狂歌摺物など版本の挿絵、肉筆美人画が数点と若干の役者絵が知られる。

## 作品

### 版本挿絵
- 『夕霧書替文章』五冊　読本　※栗杖亭鬼卵作、文化13年（1816年）刊行
- 『楠家外伝 弥生佐久羅』六巻六冊　読本　※一渓翁野人作、文政7年（1824年）刊行
- 『北雲漫画』一冊　絵手本 ※文政7年刊行
- 『復讐奇談　五人振袖』六巻一冊　読本　※蜉蝣子作、文政8年刊行

### 肉筆画
| 作品名         | 技法     | 形状・員数 | 所有者                               | 年代 | 落款                                | 備考 |
| -------------- | -------- | ---------- | ------------------------------------ | ---- | ----------------------------------- | ---- |
| 雨乞い小町図   | 絹本着色 | 1幅        | 東京国立博物館                       |      |                                     |      |
| 妓楼花魁図     | 絹本着色 | 1幅        | 熊本県立美術館                       |      |                                     |      |
| 桜花遊女道中図 | 絹本着色 | 1幅        | ジョン・Ｃ・ウェーバー・コレクション |      | 款記「北雲」/「載」「賀」白朱文連印 |      |